# Byadrahalli, Maddur
Byadrahalli là một làng thuộc tehsil Maddur, huyện Mandya, bang Karnataka, Ấn Độ.